# Ram Sharan Sharma
 (novembre 2020).
La mise en forme du texte ne suit pas les recommandations de Wikipédia : il faut le « wikifier ».
Les points d'amélioration suivants sont les cas les plus fréquents. Le détail des points à revoir est peut-être précisé sur la page de discussion.
- Les titres sont pré-formatés par le logiciel. Ils ne sont ni en capitales, ni en gras.
- Le texte ne doit pas être écrit en capitales (les noms de famille non plus), ni en gras, ni en italique, ni en « petit »…
- Le gras n'est utilisé que pour surligner le titre de l'article dans l'introduction, une seule fois.
- L'italique est rarement utilisé : mots en langue étrangère, titres d'œuvres, noms de bateaux, etc.
- Les citations ne sont pas en italique mais en corps de texte normal. Elles sont entourées par des guillemets français : « et ».
- Les listes à puces sont à éviter, des paragraphes rédigés étant largement préférés. Les tableaux sont à réserver à la présentation de données structurées (résultats, etc.).
- Les appels de note de bas de page (petits chiffres en exposant, introduits par l'outil «  Source ») sont à placer entre la fin de phrase et le point final[comme ça].
- Les liens internes (vers d'autres articles de Wikipédia) sont à choisir avec parcimonie. Créez des liens vers des articles approfondissant le sujet. Les termes génériques sans rapport avec le sujet sont à éviter, ainsi que les répétitions de liens vers un même terme.
- Les liens externes sont à placer uniquement dans une section « Liens externes », à la fin de l'article. Ces liens sont à choisir avec parcimonie suivant les règles définies. Si un lien sert de source à l'article, son insertion dans le texte est à faire par les notes de bas de page.
- La présentation des références doit suivre les conventions bibliographiques. Il est recommandé d'utiliser les modèles {{Ouvrage}}, {{Chapitre}}, {{Article}}, {{Lien web}} et/ou {{Bibliographie}}. Le mode d'édition visuel peut mettre en forme automatiquement les références.
- Insérer une infobox (cadre d'informations à droite) n'est pas obligatoire pour parachever la mise en page.

Pour une aide détaillée, merci de consulter Aide:Wikification.
Si vous pensez que ces points ont été résolus, vous pouvez retirer ce bandeau et améliorer la mise en forme d'un autre article.
Ram Sharan Sharma,né le 26 novembre 1919 à Barauni, en Inde, et mort le 20 août 2011 ,,,, plus souvent appelé RS Sharma,  est un historien spécialisé dans l'histoire antique et du haut-Moyen Âge indien. Il se fonde sur l'historiographie marxiste. Il enseigne à l'université Patna et à l'université de Delhi, de 1973 à 1985, et est professeur invité à l'Université de Toronto, de 1965 à 1966. Il est chercheur principal à l'École d'études orientales et africaines de l'université de Londres. Boursier national de la Commission des subventions universitaires, de 1958 à 1981, il préside le Congrès d'histoire indienne en 1975. C'est pendant son mandat en tant que doyen du département d'histoire de l'université de Delhi que l'expansion majeure du département a lieu dans les années 1970. Il contribue à créer plusieurs postes dans son Département. Président fondateur du Conseil Indien de Recherche Historique (ICHR), c'est un historien de renommée internationale,.
Il écrit 115 livres  publiés en quinze langues. Son statut et ses postes lui permettent d'influencer des décisions relatives à la recherche historique en Inde. Il est, en effet, chef des départements d'histoire à l'université de Patna et de Delhi, président du Conseil indien de la recherche historique, membre de la Commission nationale de l'histoire des sciences en Inde et de la Commission de l'UNESCO sur l'histoire des civilisations d'Asie centrale et de la Commission des bourses universitaires. À la demande du parlementaire Sachchidananda Sinha, lorsque le professeur Sharma était à l'université de Patna, il travaille comme officier spécial en poste au Département politique en 1948, où il rédige un rapport sur le conflit entre le Bihar et le Bengale,,. Cette initiative résout le différend frontalier, comme le rapporte Sachchinand Sinha dans une lettre à Rajendra Prasad.

## Jeunesse
R. S. Sharma nait à Barauni, dans la ville de Begusarai située dans l’État de Bihar. Son père rencontre des difficultés pour financer ses études jusqu'à l'obtention de son diplôme. Après celle-ci, il obtient des bourses et complète ses études par des cours privés. Dans sa jeunesse, il entre en contact avec des dirigeants paysans comme Karyanand Sharma et Sahajanand Saraswati et des érudits comme Rahul Sankrityayan. Ce sont peut-être eux qui lui inspirent la volonté de lutter pour la justice sociale et une préoccupation constante pour les opprimés qui le mènent à un positionnement de gauche. Sa rencontre ultérieure avec le Dr Sachchidananda Sinha, réformateur social et journaliste, l'ancre dans la réalité de l'Inde rurale. Elle renforce ses liens avec le mouvement de gauche et fait de lui un anti-impérialistes et intellectuel anti-communal du pays.
Selon Sharma, les historiens doivent prendre conscience que leur discipline, loin de ne se rapporter qu'au passé, apporte un éclairage sur le présent.

## Éducation et accomplissements
Il obtient son diplôme en 1937 et rejoint l'université de Patna, où il étudie pendant six ans, des classes intermédiaires aux classes supérieures. Il obtient son doctorat à la School of Oriental and African Studies de l'université de Londres sous la direction du professeur A. L. Basham. Sa thèse de doctorat sur l'histoire des Sudras dans l'Inde antique est publiée sous forme de livre par Motilal Banarsidass en 1958, avec une édition révisée en 1990.
R.S. Sharma enseigne dans les universités d' Arrah  , en 1943, de Bhagalpur, de juillet 1944 à novembre 1946, et de Patna en 1946, dont il dirige le département d'histoire de 1958 à 1973. En 1958, il devient professeur d'université. Il est professeur et doyen du département d'histoire de l'Université de Delhi de 1973 à 1978. En 1969, il obtient la bourse Jawaharlal. Il est président fondateur du Conseil indien de la recherche historique de 1972 à 1977. Il a les titres de chercheur invité à l'École d'études orientales et africaines (1959–1964), de boursier national de la Commission des subventions universitaires (1958-1981); de professeur invité d'histoire à l'Université de Toronto (1965-1966); de président du Congrès d'Histoire Indienne en 1975 et est récipiendaire du prix Jawaharlal Nehru en 1989. Il devient  vice-président de l'Association internationale pour l'étude de l'Asie centrale de l'UNESCO de 1973 à 1978 et membre de la Commission nationale d'histoire des sciences en Inde et membre de la Commission des subventions universitaires.
Sharma reçoit la médaille d'or Campbell Memorial (destinée aux indologues qui fournissent un travail de qualité) par la Société Asiatique de Bombay en novembre 1987, le HK Barpujari Biennial National Award du Indian History Congress for Urban Decay en Inde en 1992. Il travaille comme membre national du Conseil indien de la recherche historique (1988-1991). Il est membre de nombreux comités et associations académiques. Il est aussi récipiendaire de la bourse KP Jayaswal du K.P. Jayaswal Research Institute, à Patna (1992–1994). En aout 2001, il est invité à recevoir la médaille d'or du centenaire de la naissance de Hem Chandra Raychaudhuri de la société asiatique. En 2002, le Congrès d'histoire de l'Inde lui décerne le prix Vishwanath Kashinath Rajwade pour sa contribution à l'histoire de l'Inde. Il obtient un doctorat honoris causa de l'Université de Burdwan et un diplôme similaire de l'Institut central des hautes études tibétaines, dans la ville de Sarnath, à Varanasi . Il est également président du groupe éditorial du magazine scolaire Social Science Probings. Il appartient au conseil d'administration de la bibliothèque publique orientale Khuda Bakhdh. Ses œuvres, écrites en hindi et en anglais, sont  traduites plusieurs langues indiennes. Quinze de ses œuvres ont sont traduites en bengali . Outre les langues indiennes, beaucoup de ses œuvres sont traduites dans plusieurs autres langues, dont le japonais, le français, l'allemand et le russe.
D'après son collègue historien, le professeur Irfan Habib, "D.D. Kosambi et R.S. Sharma, avec Daniel Thorner, ont pour la première fois introduit les paysans dans l'étude de l'histoire de l'Inde". Le professeur D. N. Jha lui dédie un livre en 1996, intitulé "Society and Ideology in India: ed. Essais en l'honneur du professeur RS Sharma "(Munshiram Manoharlal, Delhi, 1996). En son honneur, une sélection d'essais sont publiés par le KP Jaiswal Research Institute, à Patna en 2005.
Le journaliste Sham Lal écrit à son sujet : «RS Sharma, historien perspicace de l’Inde antique, a une trop grande considération pour la vérité sur l’évolution sociale en Inde sur une période de deux mille ans, allant de 1500 av. J.-C. à 500 apr. J.-C. refuge dans un monde imaginaire. " 
Selon le professeur Sumit Sarkar :  «L'historiographie indienne, qui commence avec  D.D. Kosambi dans les années 1950, est reconnue dans le monde entier - partout où l'histoire de l'Asie du Sud est enseignée ou étudiée - comme tout à fait comparable ou même supérieure à tout ce qui est produit à l'étranger. Et c'est pourquoi Irfan Habib, Romila Thapar ou RS Sharma sont des figures respectées même dans les universités américaines anticommunistes les plus acharnées. Ils ne peuvent être ignorés si vous étudiez l'histoire de l'Asie du Sud. " 

## Actions envers les institutions
Sharma fonde plusieurs institutions ou en transforme radicalement. Sous sa direction, le département d'histoire de l'Université de Patna change ses programmes et s'éloigne de l'héritage historiographique communal et impérialiste de la période coloniale. Ce département était alors peu actif. Il initie des programmes académiques qui permettent à  l'histoire laïque et scientifique de s'y développer.
À Delhi, où il passe une petite partie de sa carrière d'enseignant, Sharma s'oppose à l'historiographie communale au sein du département d'histoire .
À partir de 1975, il préside le plus grand corps d'historiens professionnels indiens, l'Indian History Congress. En 1989, le prix H.K. Barpujari lui est remis par cet organisme.
Il promeut et construit des institutions pour  l'enseignement de l'histoire et la recherche historique.

## Controverses politiques
Son Inde antique de 1977 est interdite par le gouvernement du parti Janata en 1978, en partie pour sa critique de l'historicité de Krishna et des événements de l'épopée du Mahabharata. Il écrit en effet : 

« Bien que Krishna joue un rôle important dans le Mahabharata, les inscriptions et les pièces sculpturales trouvées à Mathura datant de 200 av. J.-C. et 300 apr. J.-C. n'attestent pas sa présence. Pour cette raison, les idées d'une époque épique fondée sur le Ramayana et le Mahabharata doivent être écartées... »

Lorsque le NCERT décide d'inclure les émeutes du Gujarat de 2002 et le conflit d'Ayodhya en plus des émeutes anti-sikhs de 1984 dans les livres de science politique de grade 12, arguant que ces événements ont influencé le processus politique dans le pays depuis l'indépendance. Il soutient l'ajout ces ajouts au programme scolaire en les qualifiant de «sujets socialement pertinents» pour élargir les horizons des jeunes.

## Critique
Andre Wink, professeur d'histoire à l'université du Wisconsin à Madison critique Sharma dans Al-Hind: The Making of the Indo-Islamic World (Vol. I) pour avoir établi des parallèles trop étroits entre féodalité européenne et indienne. Wink écrit que « la féodalité indienne » de RS Sharma a trompé pratiquement tous les historiens de l'époque. »